# Philadelphus caudatus
Philadelphus caudatus är en hortensiaväxtart som beskrevs av S.M. Hwang. Philadelphus caudatus ingår i släktet schersminer, och familjen hortensiaväxter. Inga underarter finns listade i Catalogue of Life.